# Romano II
Romano II Porfirogéneta (en griego: Ῥωμανός, Rōmanos; 938 – 15 de marzo de 963) fue Emperador bizantino de 959 a 963. Sucedió a su padre Constantino VII a los veintiún años y murió de forma repentina y misteriosa cuatro años después. Su esposa Teófano ayudó a sus hijos Basilio II y Constantino VIII a sucederle definitivamente en 976.

## Vida

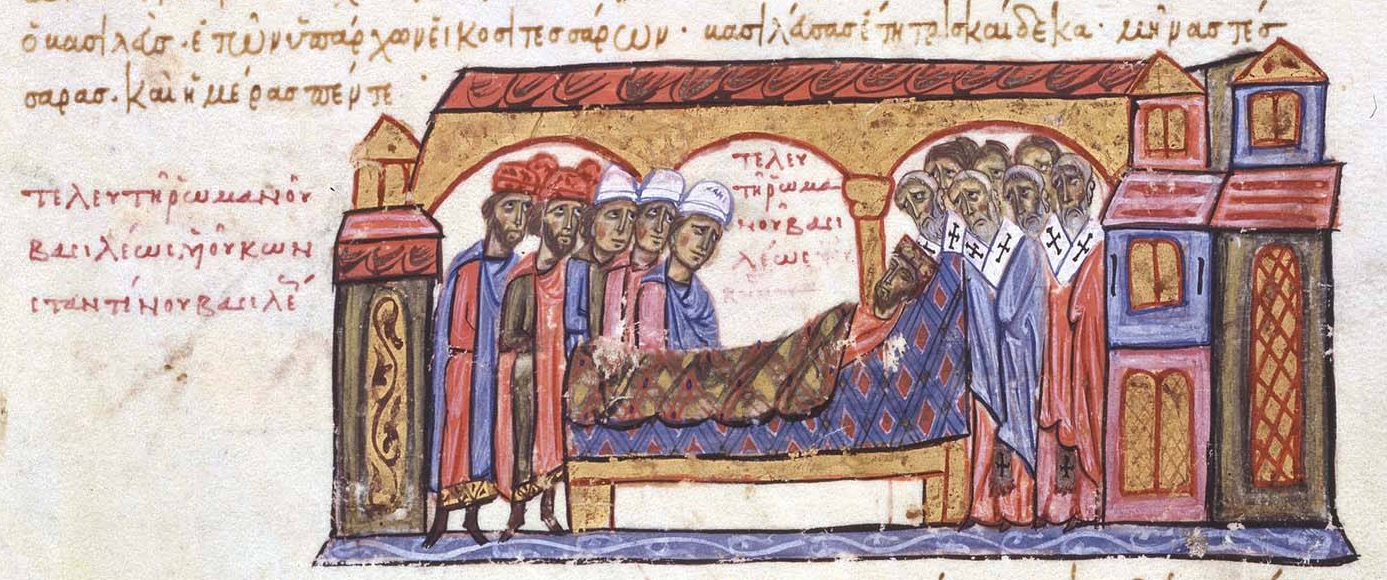
Muerte de Romanos II

Romano II era hijo del emperador Constantino VII y de Elena Lecapena, hija del emperador Romano I Lecapeno y de su esposa Teodora. El Theophanes Continuatus indica que tenía 21 años en el momento de su acceso al trono en 959, lo que situaría su nacimiento en 938. Nombrado en honor a su abuelo materno, Romano se casó siendo niño con Berta, hija ilegítima del rey Hugo de Italia, para sellar una alianza. Ella cambió su nombre a Eudokia tras el matrimonio, pero murió prematuramente en 949, y la alianza se disolvió.
El 27 de enero de 945, Constantino VII logró expulsar a sus cuñados, los hijos de Romano I, y asumió el trono en solitario. El 6 de abril de 945 (Pascua), Constantino coronó a su hijo como coemperador. Con Hugo de Italia fuera del poder y fallecido en 947, Romano obtuvo la promesa de su padre de elegir a su propia esposa. Escogió a una mujer llamada Anastaso, con quien se casó en 956 y rebautizó como Teófano.
En noviembre de 959, Romano II sucedió a su padre en el trono en medio de rumores de que él o su esposa lo habían envenenado. Romanos depuró la corte de los partidarios de su padre que consideraba enemigos y los sustituyó por sus propios allegados. Para contentar a su influyente esposa, expulsó de la corte a su madre, la emperatriz Helena, y obligó a sus cinco hermanas a ingresar en conventos. Aun así, muchos de sus nuevos colaboradores eran capaces, como su principal consejero, el eunuco José Bringas.

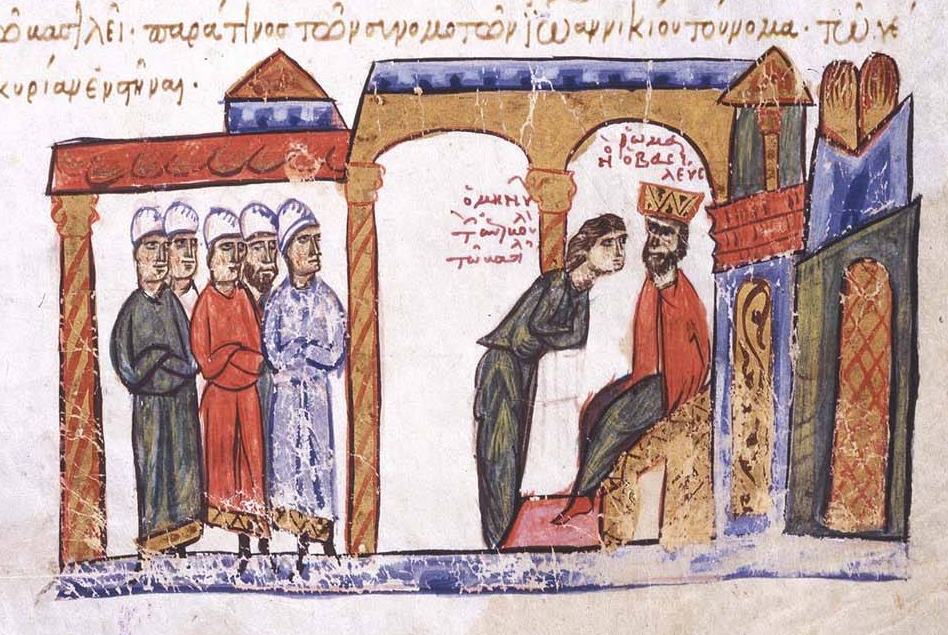
El cortesano Ioannikios informa a Romanos de un complot contra él.

El soberano, inclinado al disfrute, dejó los asuntos militares en manos de sus generales, especialmente los hermanos León y Nicéforo II Focas. En 960 Nicéforo fue enviado a Creta con una flota que los cronistas de la época consideraron muy numerosa, aunque probablemente no superase los 25 000-30 000 soldados y marinos en total. Tras una compleja campaña y el asedio de Chandax de nueve meses, Nicéforo restableció el control bizantino sobre toda la isla en 961. Después de un triunfo celebrado en Constantinopla, se dirigió a la frontera oriental, donde el emir de Alepo Sayf al-Dawla dirigía incursiones anuales en Anatolia. Nicéforo conquistó Cilicia e incluso Alepo en 962, saqueó el palacio del emir y se apoderó de sus tesoros. Mientras tanto, León Focas y Mariano Argyros contuvieron las incursiones de los Húngaros en los Balcanes bizantinos.

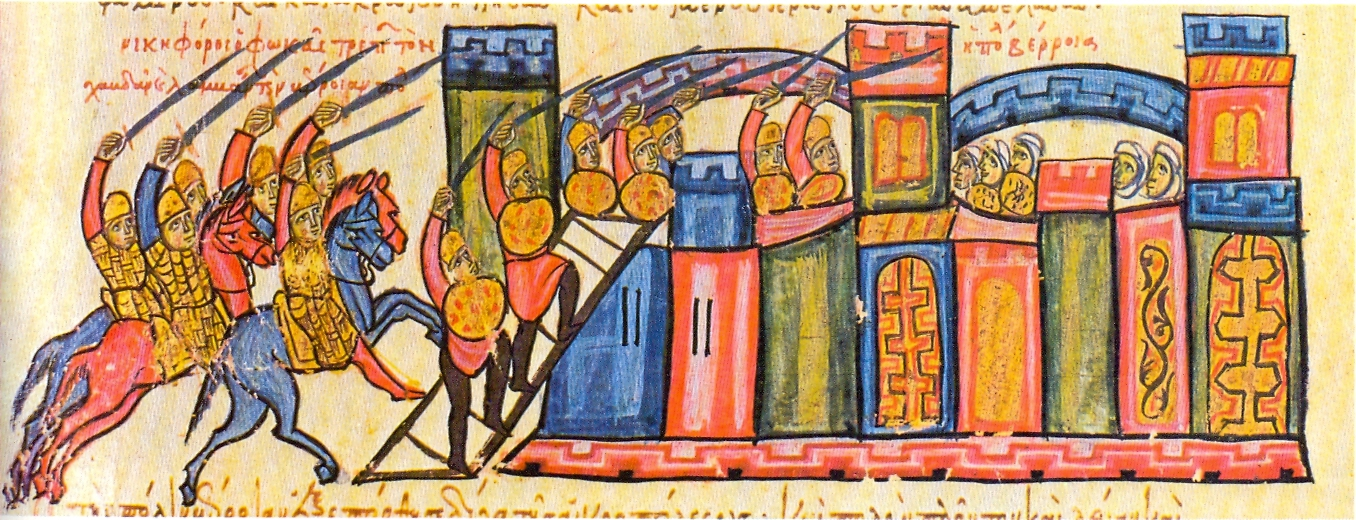
El ejército de Nicéforo Focas toma Alepo.

Tras una prolongada expedición de caza, Romano II enfermó y murió el 15 de marzo de 963. Algunos rumores atribuyeron su muerte a un veneno administrado por Teófano, pero no existen pruebas de ello y, de haber sido así, ella habría asumido un gran riesgo al cambiar su estatus seguro de Augusta coronada por el incierto de viuda Regente de sus hijos menores.
La dependencia de Romano II de su esposa y de burócratas como José Bringas dio lugar a una administración relativamente eficaz, pero generó el resentimiento de la nobleza asociada a lo militar. Tras la muerte de Romanos, la emperatriz viuda, ahora regente de los dos coemperadores, sus hijos menores, se apresuró a casarse con el general Nicéforo Focas y a tomar como amante al también general Juan I Tzimiscés, elevándolos sucesivamente al trono. Sin embargo, protegió los derechos de sus hijos y, cuando Tzimiscés murió en campaña, el primogénito Basilio II asumió la primacía imperial.

## Familia
El primer matrimonio de Romano, en septiembre de 944, fue con Berta, hija ilegítima del rey Hugo de Italia. Ella cambió su nombre a Eudokia tras la boda. Murió en 949, sin consumar el matrimonio.
Con su segunda esposa Teófano tuvo al menos cuatro hijos:  
- Helena, nacida hacia 955[12]
- Basilio II, nacido en 958[1]
- Constantino VIII, nacido en 960[1]
- Ana, nacida el 13 de marzo de 963[13]

## Galería

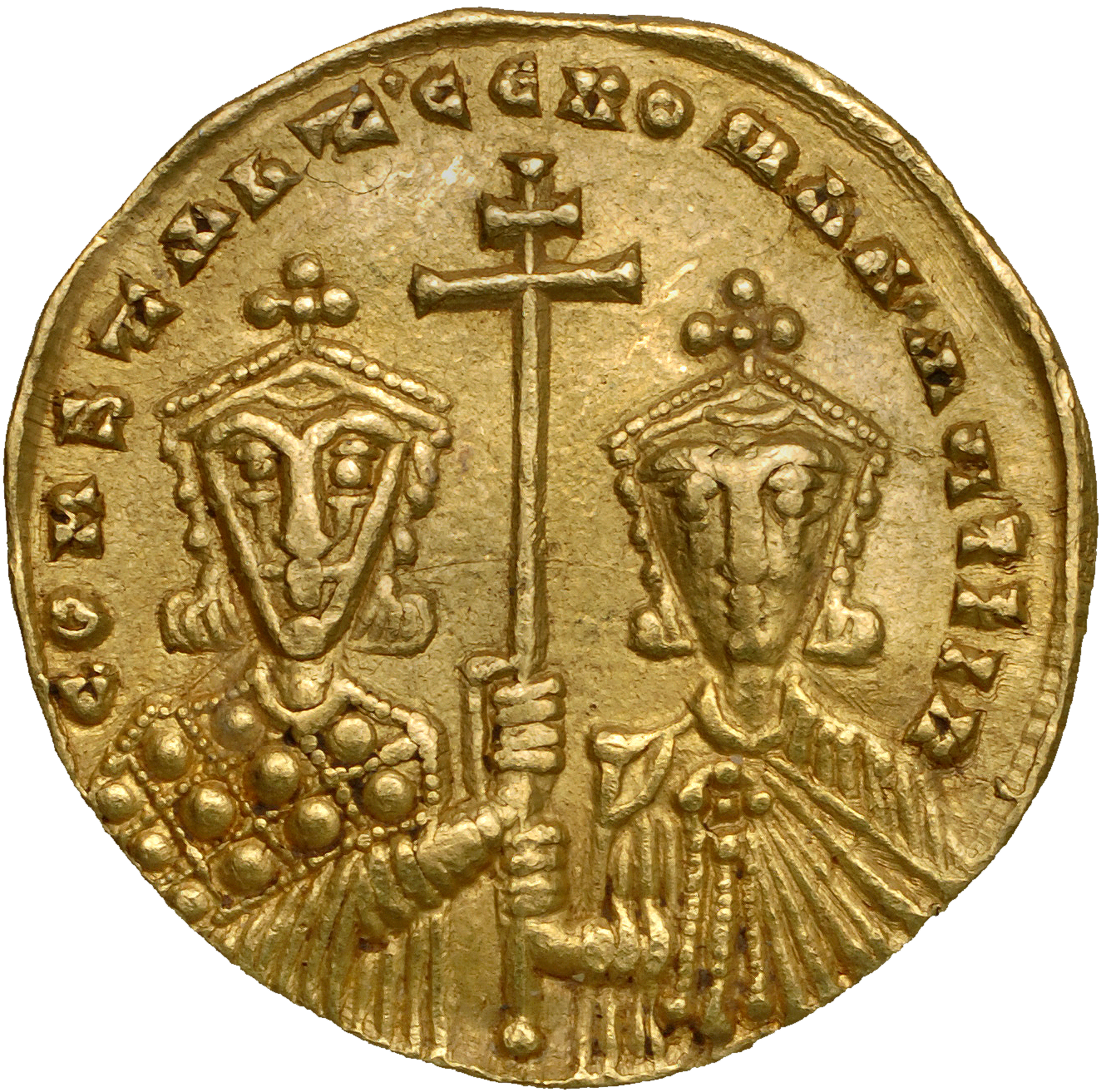
Solidus de oro con Constantino VII y Romano II, 945–959.
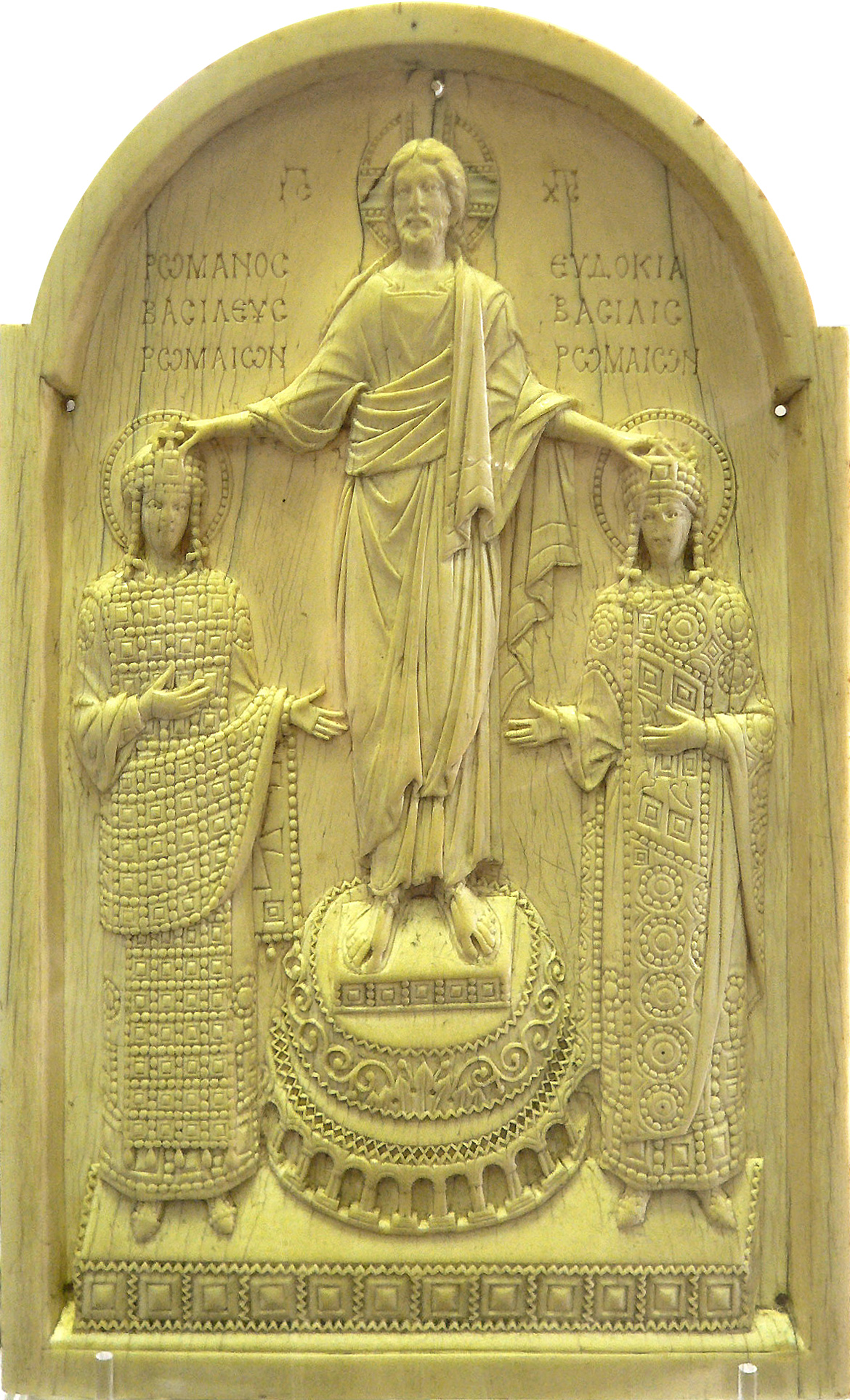
El Marfil de Romano, 945–949.
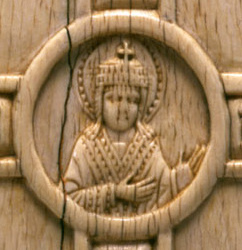
Representación de Romano II de joven en una placa de marfil, c. 945–959.
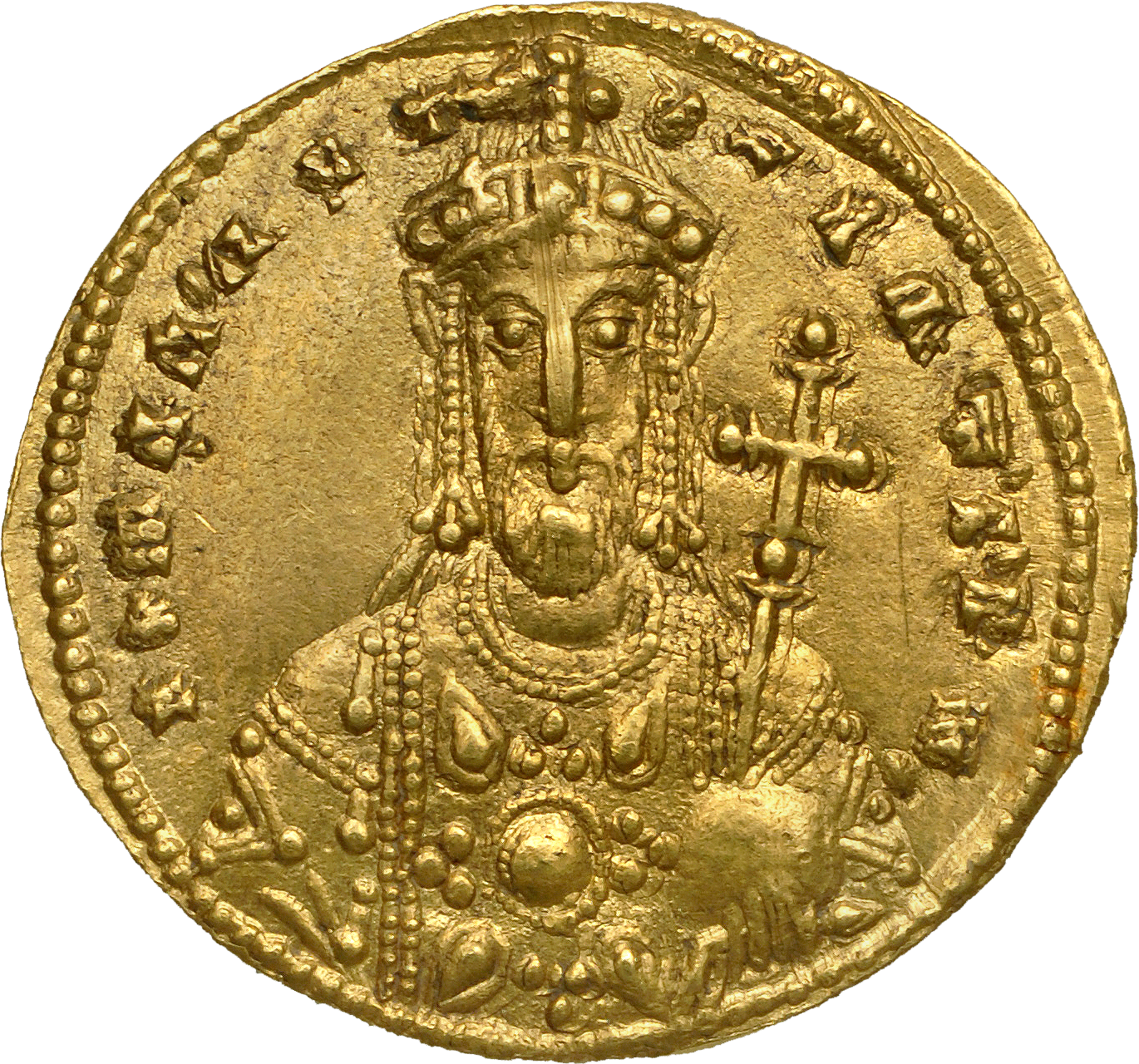
Solidus de Romano II como único gobernante, 959–963.